# John Stanley Beard
John Stanley Beard (15 février 1916 - 17 février 2011) était un forestier et écologiste d'origine britannique qui résidait en Australie. 

## Biographie
Il étudie à l'Université d'Oxford, où il passe sa thèse de doctorat sur la sylviculture tropicale.
Alors qu'il travaillait avec le Service des forêts de Trinité-et-Tobago dans les années 1940, John Beard développa un système de classification des forêts pour l'Amérique tropicale et décrivit les forêts de Trinité, Tobago et des Petites Antilles,. Ces descriptions restent des références sur le sujet.
Après avoir quitté Trinité, Beard s'installa en Afrique du Sud puis en Australie, où il réalisa une vaste série de cartes botaniques couvrant une grande partie du pays.
Ses études approfondies de l'Australie occidentale ont offert des clés de compréhension des aires biogéographiques de cet état ainsi que de la distribution de la flore régionale. Beard fut le principal rédacteur des notes explicatives du projet de cartographie associé à l'enquête sur la végétation de l'Australie occidentale, qui impliqua de parcourir quelque 150 000 km. Il fut également directeur de la fondation du Kings Park and Botanic Garden, un parc botanique situé à Perth, entre 1961 et 1970,. Il fut ensuite directeur des Jardins botaniques royaux de Sydney (1970–72) avant de se retirer à Perth. Au cours de son mandat de directeur, de nombreuses plantes endémiques d'Australie occidentale furent mises en culture pour la première fois.  Beard édita le Catalogue descriptif des plantes d'Australie occidentale (1965), qui fut publié par la Society for Growing Australian Plants (une association d'horticulture promouvant la culture des plantes australiennes), afin de favoriser la compréhension des exigences horticoles des plantes indigènes d'Australie occidentale.
Pendant sa retraite, il écrivit des articles appréciés portant sur ses études botaniques dans La vie des plantes d'Australie occidentale (Plant Life of Western Australia), paru en 1990.  Il fit de même, pour ses études taxinomiques et horticoles de Protea spp., dans Proteas of Tropical Africa (1992).
John Beard reçut la médaille de l'Ordre d'Australie en 2003. Il mourut en février 2011, à l'âge de 95 ans.

## Voir également
- Cartographie régionale de la biogéographie de l'Australie (provisoire)
- Écorégions en Australie